# Obelerio Antenoreo
 (octobre 2024).
Si vous disposez d'ouvrages ou d'articles de référence ou si vous connaissez des sites web de qualité traitant du thème abordé ici, merci de compléter l'article en donnant les références utiles à sa vérifiabilité et en les liant à la section « Notes et références ».
Obelerio Antenoreo est le 9e doge de Venise. Il fut élu en 804.

## Biographie

### La conspiration
Obelerio Antenoreo est le fils de Encagilio. Membre du parti favorable aux Francs, Obelerio, élu tribun de Metamauco, participe à la tentative d'insurrection mené par le patriarche de Grado Fortunato contre Giovanni Galbaio. Lorsque la conspiration est découverte, il est obligé de fuir à Trévise avec les autres conjurés pour se mettre sous la protection des Francs.
Depuis son exil, Obelerio continue à conspirer contre le doge provoquant une révolte qui permet sa destitution, Obelerio  rentre à Metamauco.

### Doge
Obelerio  est élu doge à Metamauco en 804. Peu après il prend pour corégent son frère Beato, plus favorable aux positions byzantines. Les tensions politiques continuelles conduisent à un conflit armé entre la ville de Eraclea, ancienne capitale ducale  pro-byzantine et  Equilio, pro-franc. Les eracleensi occupent les terres dépendantes de l'autorité du patriarche de Grado  alors exilé, provoquant la réaction de la ville voisine.
Face à cette guerre intestine, Obelerio et Beato réagissent avec une extrême dureté: Eraclea est détruite et les patriciens des deux villes sont déportés à Metamauco. Le patriarche Fortunato est réintégré dans sa fonction à Grado, mais les territoires passent sous le contrôle direct du duché et ils sont confiés à un administrateur ducal (gastaldo).
L'opposition pro-byzantine étouffée, Obelerio en 805 se met sous la protection de Charlemagne, imité en cela par les villes grecques de Dalmatie.
La réaction des  byzantins ne tarde pas, au printemps suivant, une flotte impériale commandée par le patricien Nicétas, entre dans l'Adriatique reconquérant la Dalmatie et sa plaçant à l'entrée de la lagune. Devant le danger, le patriarche s'enfuit et les deux doges se dépêchent de proclamer leur soumission au Basileus des Romains, envoyant à Nicéphore Ier comme otages les chefs des partis pro-francs, parmi lesquels l'évêque de Olivolo. Obelerio obtient le titre de protospathaire et Beato est obligé de suivre l'amiral Niceta à Constantinople pour se présenter devant l'empereur. Celui-ci le reçoit avec des faveurs, lui donnant le titre de hypatus (consul) et l'autorisant à rentrer dans sa patrie. Obelerio et Beato associent à leur charge un autre frère, Valentino.

### L'invasion des Francs et la destitution
En 809 une nouvelle flotte byzantine, emmenée par le patricien Paolo, rejoint Venise avec le double objectif d'utiliser Metamauco comme base pour la conquête de  Comacchio et de négocier avec le nouveau roi Pépin d'Italie. L'expédition militaire comme l'initiative politique sont un échec, la flotte grecque repart et Pépin décide d'envahir le duché.
Regroupant une flotte puissante depuis Ravenne, Comacchio, Rimini et Ferrare, les Francs attaquent la lagune par la mer, pendant qu'une armée terrestre conquiert Grado. Rapidement Caorle, Equilio, Eraclea et les autres centres côtiers tombent, face à la puissance de l'ennemi. Les zones les plus exposées sont abandonnées face à la menace qui provient de terre et de mer, la défense se concentre sur la capitale et sur les centres les plus internes de la lagune qui sont protégés par un enchevêtrement de lais et de bas-fonds, la forme de ses canaux n'étant connue que par les Vénitiens.
Sur le conseil du patricien Angelo Participazio, Obelerio et ses frères transfèrent provisoirement le gouvernement dans la ville la plus sure, Rivoalto, pendant que les Francs conquièrent Albiola, centre proche de Metamauco, en l'utilisant comme base pour le siège de la ville. Le siège dure jusqu'à l'été et l'arrivée de la flotte byzantine commandée par le duc de  Céphalonie, Paolo. Les Francs tentent l'assaut final mais ils sont battus, ils sont obligés de se retirer, s'en retournant en Dalmatie qu'ils abandonnent avec l'arrivée des Byzantins.
La guerre et le danger encourus rendent le parti pro-grec plus déterminé que jamais à se libérer de la faction rivale. Fin 810, Obelerio, dont les sympathies envers les Francs sont connues, est déposé et remis à Arsacio, envoyé de l'empereur  Nicéphore. Son frère  Valentino est lui aussi destitué alors que Beato, qui est toujours resté un allié des Grecs, est exilé à Zara, restant  doge jusqu'à sa mort, l'année suivante.

### L'exil et la tentative de reprendre le pouvoir
Une fois déposé et remis à Arsacio, Obelerio est conduit en exil à Constantinople, pendant que Angelo Partecipazio est acclamé doge. L'ancien doge reste 20 ans dans la capitale de l'empire oriental durant lesquels la capitale est définitivement transférée de Metamauco à Rivoalto.
En 831 Obelerio réussit à fuir de Constantinople et à s'embarquer pour l'Italie. Il débarque à Vigilia, à proximité de Metamauco, et commence à rassembler ses partisans pour réclamer le trône. Le doge alors en place, Giovanni Partecipazio, envoie des troupes de Metamauco qui désertent, se soumettant à Obelerio. Vigilia ainsi que Metamauco se déclarent en faveur de  Obelerio. La réaction de Giovanni est terrible: les deux villes sont incendiées. Obelerio, capturé, est tué et décapité. La tête reste exposée, comme avertissement, sur un pieu à la limite de Campalto, à la frontière avec le territoire appartenant à l'empereur  Lothaire, qui avait dû aider Obelerio dans sa fuite et sa tentative de révolte.

## Source de la traduction
- (it) Cet article est partiellement ou en totalité issu de l’article de Wikipédia en italien intitulé « Obelerio Antenoreo » (voir la liste des auteurs).